# Paavali Jumppanen
Antti Paavali Jumppanen (narozen 17. července 1974 Espoo) je finský klasický pianista. Je vítězem soutěže Maj Lind v roce 1994 a International Concert Artists' International Auditions v New Yorku v roce 2000. V letech 2003 až 2012 vyučoval klavír a komorní hudbu na konzervatoři v Espoo.
Jumppanen studoval na Sibeliově akademii a v letech 1997 až 2000 u Krystiana Zimermana na Basilejské hudební akademii, kde absolvoval. Jumppanen pravidelně vystupuje jako sólista i s orchestry v Evropě, Severní Americe, Japonsku a Austrálii. Své debutové album u firmy Deutsche Grammophon natočil v roce 2005 na pozvání skladatele Pierra Bouleze. Jeho nahrávka Beethovenových sonát pro klavír a housle s houslistou Coreyem Cerovsekem získala v roce 2008 cenu Midem za nejlepší album komorní hudby roku. Jumppanen také provedl klavírní sonáty Beethovena a Mozarta v několika koncertních řadách ve Spojených státech a Finsku. V roce 2010 vybraly noviny The Boston Globe jeho provedení klavírní suity 20 Glimpses of the Child Jesus od Oliviera Messiaena mezi deset nejlepších koncertů roku. Jumppanen také poprvé uvedl řadu klavírních skladeb finských skladatelů.
V akademickém roce 2011–2012 působil Jumppanen jako hostující profesor na katedře hudby Harvardovy univerzity. Od roku 2015 působí jako umělecký ředitel festivalu Piano-Espoo. Na tříleté funkční období od ledna 2021 byl jmenován uměleckým ředitelem Australské národní akademie hudby, která vzdělává studenty hudby a pořádá koncerty v Melbourne.